# Проедър
Проедър (на гръцки: πρόεδρος, председател) е византийска дворцова и църковна титла, използвана активно от втората половина на X век до средата на XII век. Женският вариант на титлата е проедриса.

## История
Титлата проедър е създадена от император Никифор II Фока през 963 г., а първият, който е удостоен с нея, е паракимоменът Василий Лакапин. Първоначално титлата е една от най-престижните почетни титли в двора и с нея са били удостоявани само евнуси. Носителите на тази титла са били и председатели на ромейския сенат. Постепенно тя започва да се използва и за отличаване на старшинство по ранг сред останалите дворцови длъжности: така например се появява проедър на нотария, или протонотарий. От 1025 г. нататък титлата започва да се раздава по-щедро и постепенно загубва първоначалния си престиж. От средата на XI век проедърската титла става достъпна и за по-широк кръг от лица освен евнусите, като прецедентът в това отношение е поставен от император Михаил IV Пафлагон, който удостоява с тази титла брат си Никита. Появява се и новата титла протопроедър, която отличавала най-старшите сред носителите на проедърското достойнство. В „За церемониите“ на Константин Багренородни са описани облеклото и инсигниите на проедърската титла – червена туника със златна бродерия, колан, инкрустиран със скъпоценни камъни, бяла хламида със златни кантове и два златни таблия (квадратни кръпки), и декорация от бръшлянови листа.
Титлата проедър, както и по-голямата част от дворцовата номенклатура от средновизантийския период, започва да излиза от употреба през управлението на Комнините и изчезва напълно през късния XII век.

## В църковната йерархия
В църковната номенклатура санът проедър е бил използван и като название на епископите, които изначално са председатели на местното духовенство в дадена епархия. В редки случаи с него са били наричани и митрополитите. През XIII век значението проедър в църковната сфера се стеснява до това на епископ, който упражнява юрисдикция върху овакантена епархия. Като проедър на епархията този епископ е упражнявал административното ѝ ръководство, но е бил разграничаван от титулярния епископ на въпросната епархия, тъй като не е бил ръкополаган официално за неин ръководител.